# Thomas Love Peacock
Thomas Love Peacock (18. října 1785 Weymouth - 23. ledna 1866 Shepperton) byl anglický spisovatel a úředník Britské Východoindické společnosti. Byl blízkým přítelem Percyho Bysshe Shelleyho a vzájemně se ovlivňovali ve své tvorbě. Seznámili se roku 1812 a Peacock v letech 1858–62 vydal vzpomínky na Shelleyho. Peacock se proslavil zvláště satirickými romány, z nichž každý měl stejnou osnovu: postavy sedící u stolu, které diskutují a kritizují tehdejší filozofické názory. Vzorem byl autorovi starořecký žánr dialogu, antická kultura byla jeho velkou láskou a předal tuto vášeň i Shelleymu. Jeden z Peacockových románů, Nightmare Abbey, zařadil britský deník The Guardian roku 2003 mezi sto největších románů všech dob. Byl též publicistou, psal například operní kritiky pro týdeník The Examiner. Zemřel při požáru svého domu, obětoval svůj život při pokusu zachránit svou knihovnu. Jedna z jeho dcer se stala manželkou spisovatele George Mereditha.

### Romány
- Headlong Hall (1815)
- Melincourt (1817)
- Nightmare Abbey (1818)
- Maid Marian (1822)
- The Misfortunes of Elphin (1829)
- Crotchet Castle (1831)
- Gryll Grange (1861)

### Poezie
- The Monks of St. Mark (1804)
- Palmyra and other Poems (1805)
- The Genius of the Thames: a Lyrical Poem (1810)
- The Genius of the Thames Palmyra and other Poems (1812)
- The Philosophy of Melancholy (1812)
- Sir Hornbook, or Childe Launcelot's Expedition (1813)
- Sir Proteus: a Satirical Ballad (1814)
- The Round Table, or King Arthur's Feast (1817)
- Rhododaphne: or the Thessalian Spirit (1818)
- Paper Money Lyrics (1837)
- "The War-Song of Dinas Vawr" (1829)

### Eseje
- The Four Ages of Poetry (1820)
- Recollections of Childhood: The Abbey House (1837)
- Memoirs of Shelley (1858–62)
- The Last Day of Windsor Forest (1887)
- Prospectus: Classical Education

### Divadelní hry
- The Three Doctors
- The Dilettanti
- Gl'Ingannati, or The Deceived (1862)